# Az Osztrák Vöröskereszt Díszjelvénye
Az Osztrák Vöröskereszt Díszjelvényét (németül: Ehrenzeichen für Verdienste um das Rote Kreuz) 1914. augusztus 17-én alapította a Nemzetközi Vöröskereszt megalakulásának 50. évfordulójára I. Ferenc József, azon személyek részére, akik az Osztrák Vöröskereszt körül, és közjótékonyságból vették ki részüket.

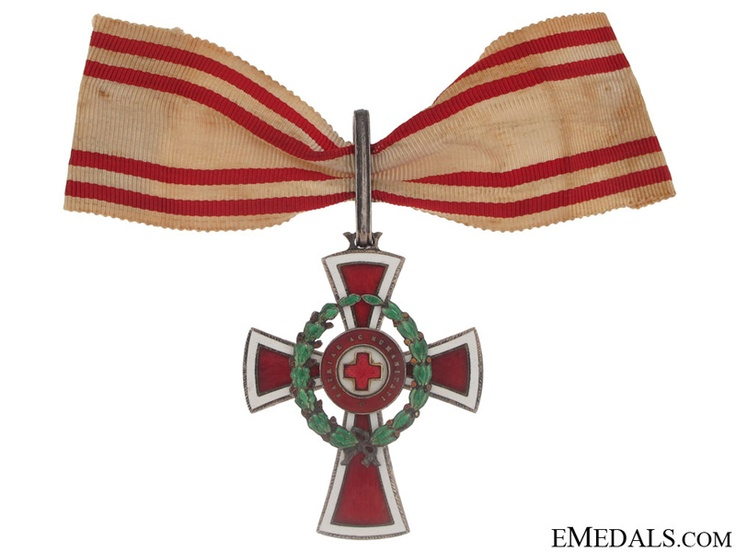
Vöröskereszt Díszjelvényének I. osztálya hadidíszítménnyel

## Az Osztrák Vöröskereszt Díszjelvény osztályai
- Osztrák Vöröskereszt Díszjelvény Csillaga
- Osztrák Vöröskereszt Díszjelvény I. osztálya
- Osztrák Vöröskereszt Díszjelvény Tisztikeresztje
- Osztrák Vöröskereszt Díszjelvény II. osztálya
- Osztrák Vöröskereszt Díszjelvény Ezüstérme
- Osztrák Vöröskereszt Díszjelvény Bronzérme

## Az Osztrák Vöröskereszt Díszjelvény leírása
A díszjel ezüstből készült piros-fehér zománcozású kereszt, aminek alsó szára meghosszabbított. A keresztszárak közepén egy piros szegélyű, fehér kör alakú érem található, aminek közepén a vöröskereszt van. A piros zománcozott szegélyen körben a latin nyelvű felirat olvasható PATRIAE AC HUMANITATI (Haza és emberiesség). Az érem hátoldalán egymás alatt 1864 1914 évszámok olvashatóak ki.
Az Osztrák Vöröskereszt Díszjelvény csillagának keresztjei között ezüstözött sugarú csomó található. Hátoldala szintén sima, mint a tisztikeresztnek. A vízszintes kereszteken jobbról 1864 és balról 1914 található.
A nagyméretű ovális vagy ezüstből, vagy bronzból vert érem, az adományozás osztályától függően. Elülső felületén két felhőn lebegő angyalt ábrázol, akik egymásra néznek. Közöttük zománcozott fehér címer pajzson egy szintén zománcozott vöröskereszt látható. A címerpajzs felett egy ötágú csillag található, amiből fénysugarak lépnek ki. Az angyalok alatt pedig a PATRIAE AC HUMANITATI (Haza és emberiesség) felirat olvasható. Az érmek hátoldalán egymás alatt 1864 1914 évszámok olvashatóak ki.
Hadidíszítményes kitüntetésekkor a keresztek két oldalán fut körbe a zöld színű zománcozott babérkoszorú.
|  |  |  |  |  |

## Viselése
Az Osztrák Vöröskereszt Díszjelvényének Csillagát és Tisztikeresztjét a bal mellen feltűzve hordták. Az I. osztályát nyakban, szalagon, amíg II. osztályát, Ezüstérmét, illetve Bronzérmét pedig háromszögletű szalagon a bal mellen hordták.
Hölgyek számára csokorban összefogott szalagon került adományozásra a II. osztály, Ezüst-és Bronzérem.